# Pelorus Sound / Te Hoiere
Der Pelorus Sound / Te Hoiere (Maori Te Hoiere) ist ein weit verzweigter Meeresarm im Norden der Südinsel von Neuseeland mit Zugang zur Tasmansee. Er ist der längste und flächenmäßig der Größte seiner Art in Neuseeland.

## Geographie
Der 384,77 km2 große Pelorus Sound / Te Hoiere erstreckt sich von Havelock aus verwunden, mit zahlreichen Buchten und Seitenarmen versehen, über rund 56 km in nordnordöstlich Richtung und mündet vor den Chetwode Islands in die Tasmansee. Der Sound lässt sich in xx Abschnitte unterteilen, beginnend vom Mündungsgebiet des Te Hoiere / Pelorus River bei Havelock nach Osten bis zum Mahau Sound verlaufend, von dort nach Norden abknickend, auch als Hikapu Reach bezeichnet, östlich der Nydia Bay weiter nach Nordosten führend, um die kleine Halbinsel mit dem Tawero Point herum in kurzes Stück in den Tawhitinui Reach übergehend und bei der Insel Maud Island, die auf Māori auch Te Hoiere genannt wird, mit dem Waitātā Reach nach Nordosten der Tasmansee entgegen verlaufend.
Direkt nördlich an den Mahau Sound angrenzend und nur durch eine Landzunge getrennt, zweigt der Kenepuru Sound vom Pelorus Sound / Te Hoiere nach Osten ab.

## Geologie
Wie alle Sounds, Channels und Meeresarme der Marlborough Sounds bestehen die Gewässer aus vom Meer her geflutete ehemalige Flusstäler. Während die Südinsel im Absinken begriffen war, stieg der Meeresspiegel seit der letzten Kaltzeit an, was zur Überflutung von Küstenlandstrichen und küstennahen Tälern führte.

## Nutzung
In den verzweigter Meeresarmen des Sounds wird die Zucht von Austern in Muschelfarmen betrieben. Während zwischen 1950 und 1974 noch die kommerzielle Fischerei im Sound betrieben wurden, wird seit 1975 lediglich noch nach der Grünschalmuschel gefischt.

## Schiffsverbindungen
Um auch die entlegenen Siedlungen und Farmen im Pelorus Sound / Te Hoiere per Post erreichen und mit Dingen des täglichen Bedarfs beliefern zu können, verkehrt von Havelock aus ein kleines Postboot im Sound, auf dem auch Touristen mitfahren können. Fahrten werden in den Sommermonaten jeden Tag außer sonntags und in den Wintermonaten an drei Tagen die Woche vorgenommen.